# Scaphyglottis sublibera
Scaphyglottis sublibera är en orkidéart som först beskrevs av Charles Schweinfurth, och fick sitt nu gällande namn av Robert Louis Dressler. Scaphyglottis sublibera ingår i släktet Scaphyglottis och familjen orkidéer. Inga underarter finns listade i Catalogue of Life.